# 苏州职业技术大学
苏州职业技术大学是位于江苏省苏州市的一所公办职业本科高等学校。

## 历史
- 1911年，建立苏州工业专科学校。
- 1981年5月，在苏州工业专科学校筹建处基础上建立苏州市职业大学。
- 2003年，批准苏州市职业大学、苏州教育学院、苏州市广播电视大学、苏州市职工科技大学合并为新的苏州市职业大学。
- 2025年5月，中华人民共和国教育部拟同意学校升格并更名为苏州职业技术大学。[2][3]

## 专业设置
- 管理工程系
- 经贸系
- 机电工程系
- 计算机所工程系
- 电子信息工程系
- 教育与人文科学系
- 外国语与国际交流系
- 艺术与设计系
- 基础部